# 学校法人千葉明徳学園
学校法人千葉明徳学園（がっこうほうじんちばめいとくがくえん）は、日本の千葉県に学校を設置する学校法人。本部は千葉県千葉市中央区南生実町に所在する。

## 沿革
- 1925年
  - 1月 - 千葉淑徳高等女学校設立
- 1947年
  - 5月 - 千葉明徳高等学校・中学校に改組
- 1951年
  - 1月 - 学校法人千葉明徳学園となる
- 2006年
  - 4月 - 社会福祉法人千葉明徳会（姉妹法人）設立
- 2015年
  - 3月 - 学校法人北総学園と合併

出典: 

## 学園名の由来
中国の古典『大学』の一部にある「明明徳於天下者先致其知」（明徳を天下に明らかにせんとする者は、先づ其の知を致せ。）を引用したもの。

## 教育理念

### 建学の精神
「明明徳於天下者先致其知」（先述）

## 関連法人
- 社会福祉法人千葉明徳会 - 明徳土気こども園、明徳そでにの保育園を運営する社会福祉法人。

## 参考
- 「学校法人千葉明徳学園 創立者 福中儀之助先生 オンライン献花式(福中儀明理事長メッセージ)」